# Kirke Hvalsø
Kirke Hvalsø (eller bare Hvalsø) er en dansk stationsby på Midtsjælland med 4.877 indbyggere  (2025), beliggende 35 km syd for Frederikssund, 23 km nord for Ringsted, 21 km sydvest for Roskilde og 19 km sydøst for Holbæk. Byen hører til Lejre Kommune i Region Sjælland. Den er kommunens største by og har kommunens rådhus.
Kirke Hvalsø hører til Kirke Hvalsø Sogn. Hvalsø Kirke (de) ligger i byen.

## Omegnen
Kirke Hvalsø ligger i det høje landskab omkring Bidstrup-skovene, hvor man også finder Sjællands højeste punkt Gyldenløves Høj ved Jystrup. De fleste af skovene i området er fredede, men byen har alligevel en stor træindustri.
2 km vest for byen ligger Sonnerupgaard Gods, og 5 km nordvest for byen ligger den fredede og idylliske vandmølle Tadre Mølle.

## Faciliteter
Hvalsø Skole har 608 elever, fordelt på 0.-9. klassetrin, og 121 ansatte. Der er to SFO'er. Ved siden af skolen ligger de to sammenbyggede Hvalsøhaller, som Hvalsø Gymnastikforening (HGF) benytter til gymnastik. Byen har desuden fodboldklubben Hvalsø IF.
Over for skolen ligger Hvalsø Kulturhus, hvor Kultursalen kan bruges til koncerter, teater og foredrag, mens Kulturstrædet med sine trapper er velegnet til arrangementer for børn, udstillinger og små koncerter.
Hvalsø har 3 daginstitutioner: Børnehuset Den Grønne Kile kan rumme 75 børnehavebørn, 24 vuggestuebørn og 25 dagplejebørn. Børnehuset Møllebjerghave har i børnehaven 2 stuer med op til 25 børn på hver og i vuggestuen 3 stuer med op til 12 børn. Skovvejens Børnehave har plads til 40 børn.
Himmelev Behandlingshjem er et tilbud om døgn- og dagbehandling til børn og unge med autisme. Det blev grundlagt i 1926 af Sofie Madsen og lå i hendes gamle villa i bydelen Himmelev i Roskilde indtil 2010, hvor det blev flyttet til Hvalsø.
Hvalsø Ældrecenter blev taget i brug i 1951 og er siden tilbygget og moderniseret i flere omgange. Centret har 48 boliger, fordelt på 4 afdelinger, hvoraf en med 10 boliger er for borgere med demens.
Hvalsø Bio har 115 pladser og drives af 120 frivillige. Biografen er fra 1942 og blev fuldt digitaliseret i 2010. Den har årligt ca. 560 forestillinger og viser ca. 170 forskellige film.
Hvalsø har 3 dagligvareforretninger, pizzeria, lægehus, apotek, byggemarked og flere specialforretninger.

## Historie
I 1872 blev byen beskrevet således: "Kirke-Hvalsø med Kirken, Præstegaard, Skole".

### Stationsbyen
Kirke Hvalsø fik jernbanestation på Roskilde-Kalundborg-banen (Nordvestbanen), der blev indviet i 1874.
I 1898 blev byen beskrevet således: "Kirke-Hvalsø med Kirke, Præstegd., Skole, Apotek, Lægebolig, Hospital (opr. 1788 af Fr. Brabrand til Sonnerupgd.), Andelsmejeri (Sølyst), Jærnbanestation, Postekspedition, Gæstgivergaard, Markedsplads, flere Handelsforretninger og mange Haandværkere".
Kirke Hvalsø var altså allerede et egnscentrum, da den også blev jernbaneknudepunkt, fordi Sjællandske midtbane krydsede Nordvestbanen her. Strækningen mod syd til Ringsted blev indviet i 1925, og strækningen mod nord til Frederikssund blev indviet i 1928, men begge strækninger blev nedlagt allerede i 1936. Midtbanen fik i sin korte levetid kun begrænset betydning for byens udvikling. Det lave målebordsblad, som er tegnet i Midtbanens tid, viser af yderligere faciliteter kun telefoncentral, jordemoderhus, to bagerier og missionshuset Zion. Hvalsø Savværk blev dog grundlagt i 1935 og placerede sig ved Midtbanen. Det er et af landets største savværker og leverer specielt løvtræ til møbelindustrien.
Nord for Hvalsø Station ses ½ km af Midtbanens tracé stadig, og længere mod nordøst ses Midtbanens gennemskæring og viadukt under Trebiens Alle. Efter nedlæggelsen af Midtbanen blev et kort stykke af Nordvestbanen forlagt til Midtbanens spor, som var nyere og bedre. ½ km af Nordvestbanens oprindelige tracé går mod sydvest fra Åsvejen 28 som en delvis tilgroet sti.

### Folketal
Pr. 1. januar.
| 1906 | 1911 | 1916 | 1921 | 1925 | 1930 | 1935 | 1940 | 1945 | 1950  | 1955  | 1960  | 1965  | 1976  | 1981  | 1986  | 1990  | 1996  | 2000  | 2004  | 2008  | 2010  | 2014  | 2018  | 2022  |
| ---- | ---- | ---- | ---- | ---- | ---- | ---- | ---- | ---- | ----- | ----- | ----- | ----- | ----- | ----- | ----- | ----- | ----- | ----- | ----- | ----- | ----- | ----- | ----- | ----- |
| 520  | 567  | 641  | 676  | 804  | 866  | 915  | 884  | 906  | 1.077 | 1.148 | 1.266 | 1.439 | 2.659 | 2.997 | 3.089 | 3.225 | 3.232 | 3.430 | 3.730 | 3.871 | 3.929 | 4.018 | 4.096 | 4.294 |

I 1930, da byen havde 866 indbyggere, var fordelingen efter næringsveje følgende: 69 levede af landbrug, 345 af håndværk og industri, 108 af handel og omsætning, 119 af transport, 40 af immateriel virksomhed, 67 af husgerning, 108 var ude af erhverv og 10 havde ikke oplyst næringsgrundlag.

## Kendte personer
- Anders Gamborg (1753-1833), professor i filosofi ved Københavns Universitet.
- Vilhelm Bang (1854-1910), kulturhistoriker og sognepræst i Kirke Hvalsø.
- Christian E.O. Jensen (1859-1941), botaniker og apoteker i Kirke Hvalsø.
- Sara Blædel (født 1964), krimiforfatter.
- Cathrine Dufour (født 1992), olympisk dressurrytter.
- Lone Seir Carstensen (født 1972), Meteorolog og TV2-vejrvært